# Michael Lerjéus

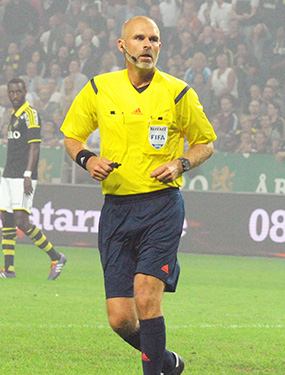
Michael Lerjéus (2014).

Jan Michael Lerjéus, född 18 juni 1973 i Skövde, är en svensk före detta fotbollsdomare samt officer på Trängregementet i Skövde. 
Michael Lerjéus debuterade som förbundsdomare 1996. Han började som elitdomare i Superettan 2002 där han dömt 114 matcher och har sedan debuten i allsvenskan år 2006 dömt 156 allsvenska matcher fram till och med 2014. Han har även dömt 31 internationella matcher sedan sin debut 2003. Han blev FIFA-domare 2009. Efter säsongen 2015 slutade Lerjéus som fotbollsdomare.